# 올버니 리버 래츠
| 올버니 리버 래츠 | |
| 콘퍼런스         | 남부 콘퍼런스 (1995년~1996년) 북부 콘퍼런스 (1996년~1997년) 동부 콘퍼런스 (1997년~2000년) (2001년~2010년) 서부 콘퍼런스 (2000년~2001년)                                                                              |
| 디비전           | 노스 디비전 (1993년~1995년) 센트럴 디비전 (1995년~1996년) 엠파이어스테이트 디비전 (1996년~2000년) 미드-애틀랜틱 디비전 (2000년~2001년) 이스트 디비전 (2001년~2005년) (2006년~2010년) 애틀랜틱 디비전 (2005년~2006년) |
| 설립연도         | 1993년 |
| 해체연도         | 2010년 |
| 역사             | 캐피탈 디스트릭트 아일런더스 (1990년~1993년) 올버니 리버 래츠 (1993년~2010년) 샬럿 체커스 (2010년~현재) |
| 경기장           | 타임스 유니언 센터 |
| 연고지           | 뉴욕주 올버니 |
| 상징색           | 빨강, 검정, 하양 |
| 구단주           | |
| 단장             | |
| 감독             | |
| NHL 제휴         | |
| ECHL 제휴        | |
| 정규시즌 우승    | 2 (1995, 1995) |
| 콘퍼런스 우승    | |
| 디비전 우승      | 4 (1995, 1996, 1997, 1998) |
| 칼더 컵          | 1 (1995) |
| 영구 결번        | |

올버니 리버 래츠(Albany River Rats)는 미국 뉴욕주 올버니를 연고지로 하는 1993년부터 2010년까지 AHL 소속되었던 아이스 하키팀이다.
2010년 연고지를 노스캐롤라이나주 샬럿 (샬럿 체커스)로 이전했다.

## 역대 홈경기장
| 올버니 리버 래츠   |               |          |               |      |
| 경기장             | 사용기간      | 수용인원 | 장소          | 비고 |
| 타임스 유니언 센터 | 1993년~2010년 | 14,236명 | 뉴욕주 올버니 | 빈칸 |